# Benzoin
Benzoin je organsko jedinjenje sa formulom PhCH(OH)C(O)Ph. To je hidroksi keton vezan za dve fenilne grupe. On se javlja u obliku krustala nečiste bele boje, sa slabim kamforu sličnim mirisom. Benzoin se sintetiše iz benzaldehida benzoinskom kondenzacijom. On je hiralan i postoji kao par enantiomera: (R)-benzoin i (S)-benzoin.
Benzoin nije sastojak benzoinske smole dobijene od benzoinskog drveta (Stiraksa) ili tinkture od benzoina. Glavna komponenta tih prirodnih proizvoda je benzojeva kiselina.

## Istorija
Justus von Libig i Fridrih Voehler su prvi izolovali benzoin 1832 tokom njihovih istraživanja ulja gorkog badema, koje je benzaldehid sa tragovima vodonik cijanida. Nikolaj Zinin je poboljšao katalitičku sintezu putem benzoinske kondenzacije.

## Upotreba
Benzoin se prvenstveno koristi kao prekurzor benzila, koji je fotoinicijator. Konverzija se odvija putem organske oksidacije bakrom(II), azotnom kiselinom, ili oksonom. U jednoj studiji, ova reakcija je izvedena sa atmosferskim kiseonikom i baznom aluminom u dihlorometanu.

## Literatura
1. ↑  Joanne Wixon; Douglas Kell (2000). „Website Review: The Kyoto Encyclopedia of Genes and Genomes — KEGG”. Yeast. 17 (1): 48—55. doi:10.1002/(SICI)1097-0061(200004)17:1<48::AID-YEA2>3.0.CO;2-H.
2. ↑   уреди
3. ↑  Evan E. Bolton; Yanli Wang; Paul A. Thiessen; Stephen H. Bryant (2008). „Chapter 12 PubChem: Integrated Platform of Small Molecules and Biological Activities”. Annual Reports in Computational Chemistry. 4: 217—241. doi:10.1016/S1574-1400(08)00012-1.
4. ↑  Wöhler, Liebig; Liebig (1832). „Untersuchungen über das Radikal der Benzoesäure”. Annalen der Pharmacie. 3 (3): 249—282. doi:10.1002/jlac.18320030302. hdl:2027/mdp.39015065137047.
5. ↑  N. Zinin (1839). „Beiträge zur Kenntniss einiger Verbindungen aus der Benzoylreihe”. Annalen der Pharmacie. 31 (3): 329—332. doi:10.1002/jlac.18390310312.
6. ↑  N. Zinin (1840). „Ueber einige Zersetzungsprodukte des Bittermandelöls”. Annalen der Pharmacie. 34 (2): 186—192. doi:10.1002/jlac.18400340205.
7. ↑   Siegel, Hardo; Eggersdorfer, Manfred (2000). „Ketones”. Ullmann's Encyclopedia of Industrial Chemistry. Weinheim: Wiley-VCH. ISBN 978-3-527-30673-2. doi:10.1002/14356007.a15_077.
8. ↑  Clarke, H. T.; Dreger.E. E. (1941). „Benzil”. Org. Synth.; Coll. Vol., 1, стр. 87
9. ↑  Konstantinos Skobridis; Vassiliki Theodorou; Edwin Weber (2006). „A very simple and chemoselective air oxidation of benzoins to benzils using alumina”. Arkivoc. 06-1798JP: 102—106. Архивирано из оригинала 26. 03. 2020. г. Приступљено 11. 08. 2011.

## Spoljašnje veze
- Benzoinska sinteza,